# Walter Thümler

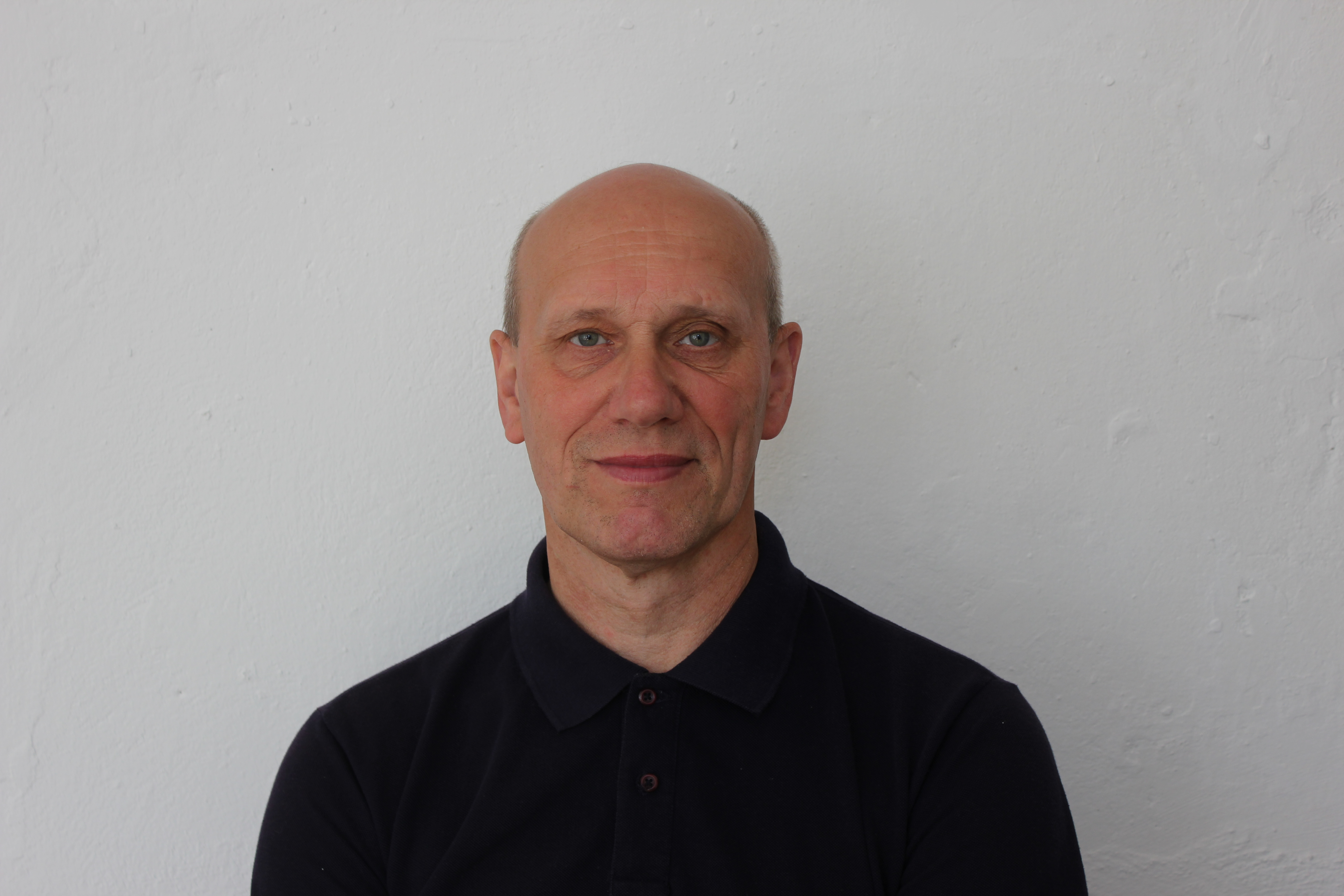
Walter Thümler, 2020

Walter Thümler (* 1. August 1955 in Oldenburg (Oldb)) ist ein deutscher Dichter, Philosoph und Übersetzer.

## Leben
Nach langjährigen Aufenthalten in München und Berlin lebt Walter Thümler seit 2014 nahe Wittenberge an der Elbe. Er hat bisher sechs Gedichtbände veröffentlicht, einen Band Erzählprosa, zwei Sammlungen Sentenzen sowie einen Band poetologischer Notizen. Der Gedichtband „Balken. Striche. Brösel“ ist auf Russisch erschienen, weitere Übersetzungen seiner Poesie wurden im englischen, belarussischen und französischen Sprachraum publiziert.

## Auszeichnungen (Auswahl)
- 1995 Aufenthaltsstipendium Schloss Wiepersdorf
- 2002 Aufenthaltsstipendium Schloss Wiepersdorf
- 2006 Stipendium der Stiftung Preußische Seehandlung, Berlin
- 2008 Aufenthaltsstipendium Ahrenshoop, Haus Lukas
- 2010 Aufenthaltsstipendium im Künstlerhof Schreyahn
- 2014 Aufenthaltsstipendium im Haus Lukas, Ahrenshoop[1]

## Werke
Poesie und Prosa (Buchveröffentlichung)
- Schmaler Streifen Fruchtland. Gedichte. Oberbaum Verlag, Berlin, 1988.
- Über die lange Horizontale. Gedichte, mit Arbeiten auf Papier von Ute Ludwig. Kleinheinrich Verlag, Münster, 1995
- Balke.Striche.Brösel. Gedichte. Lyrikedition 2000, München, 2001
- Penuels Hügel. Sentenzen. Morus Verlag, Berlin, 2004
- Ist jemand da. Gedichte. Leipziger Literaturverlag, Leipzig, 2011
- Was daraus wird. Gedichte. Leipziger Literaturverlag, Leipzig, 2013
- Die Verlegenheit des Ornithologen. Poetologische Notizen. Leipziger Literaturverlag, Leipzig, 2013
- Immer geschieht etwas. Gedichte. Leipziger Literaturverlag, Leipzig, 2016
- Wie es wirklich ist, Sentenzen. Leipziger Literaturverlag, Leipzig, 2018
- Eric und Andere, Erzählprosa. Leipziger Literaturverlag, Leipzig, 2019
- 24 Portraits, Erzählprosa, Leipziger Literaturverlag, Leipzig 2024

Gedichte, literarische Beiträge und Essays sind in zahlreichen deutschen und internationalen Literaturzeitschriften veröffentlicht worden, z. B. in Lettre International, manuskripte, Akzente, Neue Sirene, die horen, Schreibheft, Konzepte, Wespennest, Zwischen den Zeilen, Ostragehege, kolik, Neue Rundschau, Sprache im technischen Zeitalter usw.
Übersetzungen

Gennadij Ajgi, Immer anders auf die Erde. Gedichte. Leipziger Literaturverlag 2009
C. K. Williams, Von nun an. Gedichte. Leipziger Literaturverlag, Leipzig 2010
Herausgeber

Moderne russische Poesie seit 1966, Oberbaum Verlag, Berlin, 1991

Beiträge
- "Poème", Verlag Contrat maint, Walter Thümler übersetzt von Michèle Métail, Marseille, 2003, ISBN 2-914906-11-0
- "Neun Stanzen", Walter Thümler, Kunstverein Röderhof, 2006
- "Gedicht" in Moderne Psalmen, Patmos Verlag, Hrsg. Paul Konrad Kurz, Düsseldorf, 2003, ISBN 3-491-45024-1
- "59 Notizen nach Stichworten von Johann Georg Hamann" in: "Rede, dass ich Dich sehe" zu J. G. Hamann, Rimbaud Verlag, Aachen Hrsg. Susanne Schulte, 2007, ISBN 978-3-89086-670-3
- "Das erste Gebot": Auszug aus "Eric und Andere. Stimmen, Szenen, Bilder" in "DEKALOG HEUTE", Herder Verlag, Freiburg, Guardini-Stiftung (Hrsg.), 2017, ISBN 978-3-451-37786-0

Andere Medien, im Gespräch, Wirkung
- "Das Kunstwerk und die theologische Dimension", Vortrag Walter Thümler im Rahmen des II. Internationalen Poetenfestes "Zeit und Ort", Minsk, November 1996
- "Erinnerungen an Walter Thümler in hiesigen Koordinaten", Ljudka Silnove, Minsk, 1996
- "Das Kunstwerk und die theologische Dimension", Essay in Communio, Internationale katholische Zeitschrift, Köln, Januar 1998
- In Chorbuch: "...ich kann nicht anders", Vertonung eines Gedichts für Chor von Ludger Kisters, Strube Verlag, 2011
- "WER, WENN NICHT DU WIRFT MIR DIE WORTE ZU", Vortrag von Johannes Kohl über Psalmen und Dichtung, Karmeliterkirche Mainz, Oktober 2015